# Hausotter-Grundschule
Die Hausotter-Grundschule (ⓘ) ist eine öffentliche Grundschule in Berlin-Reinickendorf im gleichnamigen Bezirk Reinickendorf. Die Schule steht am Hausotterplatz, der nach dem Grundbesitzer Karl Hausotter benannt ist, welcher auch die naheliegende Hausotterstraße anlegen ließ. Ein Hausotter soll auch ein gutartiger Schutzgeist sein, der die Bewohner des Hauses vor anbahnendem Unglück warnt. Das 1897 erbaute Backsteingebäude ist ein gelistetes Baudenkmal.

## Geschichte

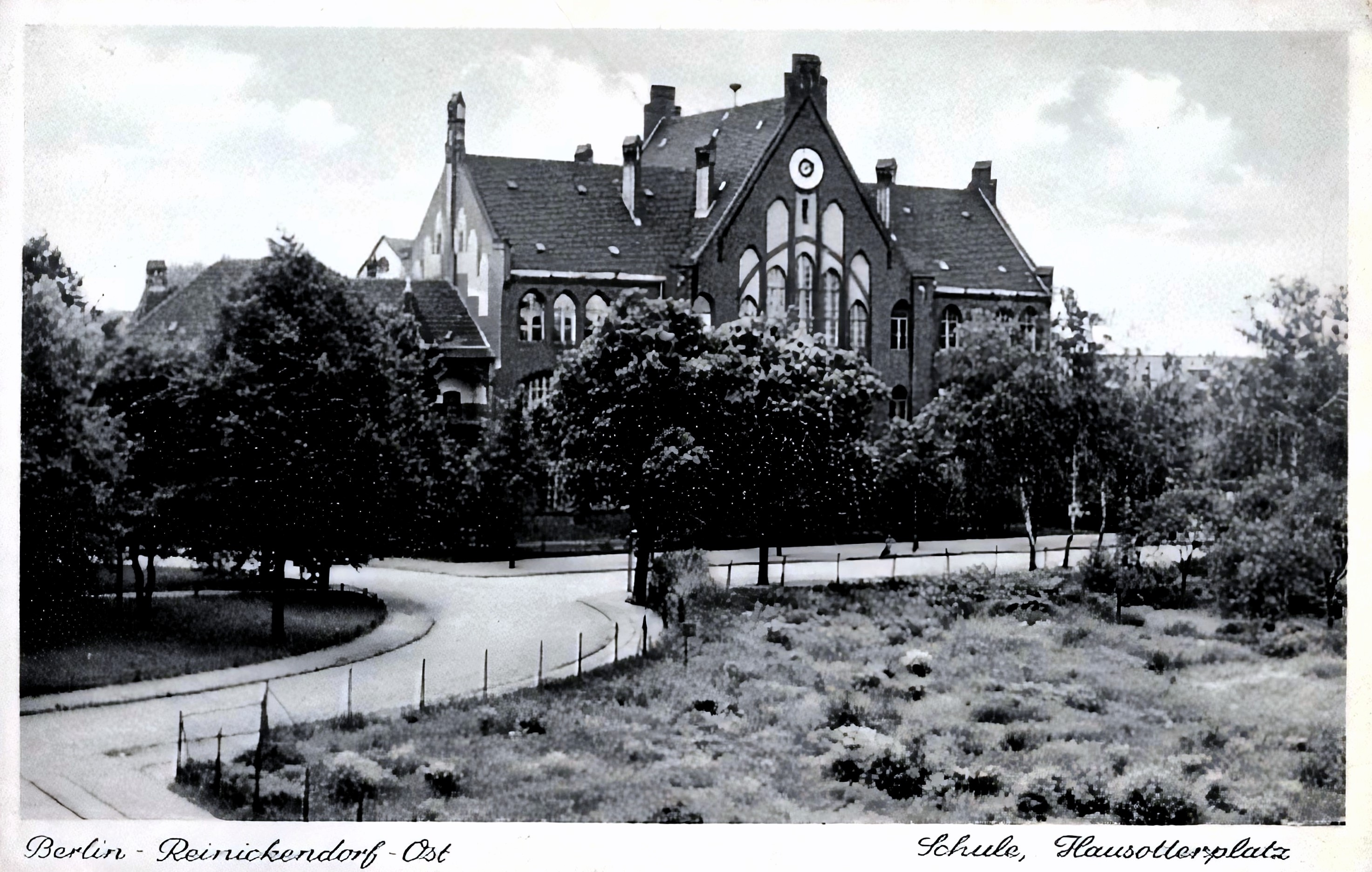
Die 4. Gemeindeschule am Hausotterplatz 4 um 1900

Das Grundstück zwischen Winter- und Hoppestraße war vor dem Abkauf der Gemeinde für 38.000 Goldmark, um dort ein neues Schulgebäude zu errichten, im Besitz des Bauern Karl Ferdinand August Hausotter (* 20. Oktober 1829 in Reinickendorf; † 3. März 1896 in Reinickendorf), welcher Teil einer seit Jahrhunderten in Reinickendorf ansässigen Bauernfamilie war.
1896 begann der Bau des dreigeschossigen Backsteingebäudes längs der Kamekestraße als Haupthaus. Es wurde vermutlich von Carl Moritz entworfen und dem Bauherren der Gemeinde Reinickendorf. Ein Jahr später wurde sie als IV. Gemeinde-Grundschule am Hausotterplatz 4 durch eine Weihung in der Aula am 2. August 1897 eröffnet. Vor dem Backsteinbau wurden Stallungen und Hintergebäude am Hausotterplatz für den Unterricht genutzt.
Nach der Eröffnung des Backsteingebäudes befanden sich sieben Klassen mit 415 Kindern und sechs Lehrkräften mit einer Durchschnittszahl von 59,3 Kindern pro Klasse. Erster Schulleiter wurde Gustav Wilke. Er fungierte vom 2. August 1879 bis zum 30. Juni 1900 als Hauptlehrer und danach bis zum 30. Februar 1929, nachdem er am 21. und 22. Juni 1900 seine Rektorenprüfung abgelegt hatte, als Rektor.
Aufgrund der rasch steigenden Schülerzahl wurde das Hauptgebäude von 1907–1910 durch ein dreigeschossiges Nebengebäude auf dem Grundstücksteil Hoppestraße 1–6 erweitert. Entworfen wurde dieses durch den Gemeindebaumeister Hans Krecke. Es bot Platz für 12 Klassenräume und einen Zeichensaal. Nach der Fertigstellung zogen hier die Mädchenklassen ein. 1909 wurde das Hauptgebäude umgebaut.
Zur Zeit des Steckrübenwinters während des Ersten Weltkrieges fiel der Schulunterricht u. a. aufgrund von Kohlemangel teilweise aus. So blieb die 4. Gemeindeschule beispielsweise vom 3. Februar bis zum 12. Februar und von 26. Februar bis zum 6. März unbeheizt und unbenutzt.
Da nach der Novemberrevolution aufgrund der großen Gegnerschaft zwischen den Anhängern der parlamentarischen Republik und denen der Räterepublik große Unruhe herrschte, wurde u. a. das Mädchenhaus der 4. Gemeindschule in der Hoppestraße 1–6 vom Militär besetzt, um die Wahlen zur deutschen Nationalversammlung und zur Preußischen Landesversammlung zu sichern.
Während der Weimarer Republik wurden die Gemeindeschulen in Volksschulen umgewandelt, wobei die Nummerierung von den Gemeindeschulen übernommen wurde. Infolgedessen wurde die Schule zur 4. Volksschule am Hausotterplatz umbenannt.
1938 ließ die Reichsstelle für Getreide aufgrund eines drohenden Krieges in den Berliner Schulturnhallen Getreide zur Notfallversorgung einlagern. Dies geschah auch in der Turnhalle der Volksschule am Hausotterplatz. Seit dem 27. August 1939, kurz vor Beginn des Zweiten Weltkrieges, befand sich in der 4. Volksschule am Hausotterplatz eine Kartenstelle, welche für die Ausgabe von Lebensmittelkarten und für Kleidung verantwortlich war. 1941, nach Beginn der häufigeren Bombenangriffe, richtete die Stadtverwaltung eine Sammelunterkunft für ausgebombte Bewohner ein. Die Klassenräume im 1. und 2. Stock des Gebäudes in der Hoppestraße wurde infolgedessen zu Aufnahmeräumen und der Zeichensaal als Gemeinschaftsschlafraum für ca. 50 Personen umfunktioniert. Gerettete Möbel konnten in der Turnhalle untergebracht werden. Um Verpflegung an die Geschädigten oder Ersatzkarten für vernichtete Lebensmittel auszustellen, waren während der Bombenangriffe Angehörige der städtischen Dienststelle und der NSDAP in der Sammelunterkunft anwesend. Des Weiteren wurde im Schulgebäude in der Hoppestraße ein Kinderschutzbunker aus Stahlbeton errichtet. Bei Luftangriffen wurde dieser von den in der Nähe lebenden Kindern aufgesucht.
Im Rahmen der erweiterten Kinderlandverschickung wurden die Schulklassen der 4. Volksschule am Hausotterplatz ab 1940 in ein Lager bei Misdroy an der Ostsee verschickt. 1943 wurde dieses nach Lyck in Ostpreußen verlegt. Da in den verschickten Schulen nun kein Unterricht mehr stattfand, mussten die nicht verschickten Schüler zum Appell in das Gebäude der 3. Volksschule (heute: Reginhard-Grundschule) gehen. Dort fand dienstags und freitags ein gemeinsamer Appell mit anschließendem „nationalpolitischem Unterricht“ statt.
Trotz der unklaren Lage nach Kriegsende u. a. auf Grund der verschickten Kinder und den ausgebombten Familien konnte der Schulunterricht schon am 22. Mai 1945, 20 Tage nach Ende der Schlacht um Berlin, mit ca. 35 Schülern wieder aufgenommen werden. Eine Zählung der Schüler im Bezirk Reinickendorf zum 1. Mai 1945 ergab eine Differenz von 6.774 Schülern weniger als zu Vorkriegszeit. Die Schülerzahl der Schule wuchs jedoch im selben Monat noch auf über 70 an. Die 1. Hilfsschule eröffnete wieder im Sommer 1945 im Hauptgebäude der 4. Volksschule am Hausotterplatz, da das Gebäude der Hoppestraße noch mit geretteten Möbeln zugestellt war. Sie zog letztendlich im 1946 in das Gebäude in der Hoppestraße. Sie war bereits seit dem Jahr 1933 im Gebäude der Hoppestraße untergebracht.
Während der Währungsreform 1948 fungierte u. a. die 4. Volksschule am Hausotterplatz als Auszahlungsstelle der neuen Währung.
Nach der Kriegszeit wuchsen die Schülerzahlen konstant, sodass bis zum Jahre 1949 insgesamt 1350 Schüler von 38 Lehrkräften unterrichtet werden konnten. Seit 1951 besteht die 6. Grundschule als Nachfolger der 4. Volksschule am Hausotterplatz im Gebäude Hausotterplatz3–4. Aufgrund von Platzmangel wurde die dortige Aula zu Klassenräumen umgebaut.
Im Jahre 1964 wurden auf dem angekauften Grundstück der Winterstraße 36–37 durch das Bezirksamt zwei Schulpavillons errichtet. 1988 wurden zwei weitere auf dem Grundstück Amendestraße 36–37 ergänzt. Im Jahre 1971 erhielt die 6. Grundschule ihren heutigen Namen, Hausotter-Grundschule. Nachdem die 1. Hilfsschule geschlossen wurde, konnte das Gebäude in der Hoppestraße durch die Hausotter-Grundschule übernommen werden. Die Schüler der 1. Hilfsschule wurden größtenteils in der Kolumbus-Grundschule untergebracht.
Im Jubiläumsjahr 1997 war die Schule mit 750 Schulkindern und 42 Lehrern die größte Berlins. Im Jahre 2010 wurde der Trakt zu den Turnhallen sowie die sanitären Anlagen saniert. 2014 entstand durch die Baufirma Goldbeck ein dreigeschossiges Erweiterungsgebäude mit insgesamt 1615 m² Grundfläche. Heute umfasst das Schulgelände insgesamt 14.000 m² Grundfläche.

## Schulprofil
Die Hausotter-Grundschule ist eine Ganztagsschule in offener Form und hat ein sportbetontes Profil. Zudem wird jahrgangsübergreifendes Lernen (JÜL/SaPh) in den Klassen 1-3 angewandt. In der Hausotter-Grundschule besteht die Möglichkeit, in der 5. und 6. Klasse aus Kursen für die Schwerpunktbildung zu wählen. Zur Auswahl stehen neben Französisch auch Fotografie und Sportarten wie Tischtennis und Volleyball. Jedoch besteht auch die Möglichkeit, den Kurs Konfliktlotse zu wählen, in welchem man nach einer Ausbildung in der 5. Klasse zum Konfliktlotsen wird. In der Hausotter-Grundschule finden zweimal wöchentlich Entwicklungs-Therapie/Entwicklungs-Pädagogik (ETEP) in einer Fördergruppe mit maximal acht Kindern statt, um das mit den Lehrern festgelegte und besprochene Förderziel zu erreichen.
Das Schulgebäude verfügt über eine Aula mit einer großen Bühne sowie diverse Fachräume für Computer, Musik, Geschichte & Erdkunde, Kunst und NAWI. Zudem verfügt es über zwei Turnhallen und eine Schülerbibliothek. Die Fläche der Außenanlage der Schule, welche einen großen Schulhof, Sportplätze für diverse Sportarten und einen Spielplatz umfasst, beträgt 14.000 m².

## Gebäude
Die Gemeindeverwaltung richtete die Längsfront des massigen, höheren, dreigeschossigen Kernbaus der Hausotter-Schule mit einem hohen, reich gegliederten Mittelrisalit zur Kamenkestraße. Die in den ersten beiden Geschossen gleichen und sehr breiten, im dritten Geschoss kleineren, zu Vierergruppen zusammengefassten Formate von Stichbogenfenstern gliedern den symmetrischen Fassadenaufbau. Die gestaffelte Fenstergruppe an dem Risalit, die mit den Blendbögen korrespondierte, ist nicht mehr erhalten. Zudem entfernte man, wie bei der Paul-Löbe-Oberschule an der Lindauer Allee, die ursprünglichen Sprossenfenster, sodass ein wesentliches Gestaltungselement verlorenging. Mit einer Loggia und einem Türmchen schließt das Rektor- und Lehrerwohnhaus zweigeschossig zur Platzseite an. Das Rektor- und Lehrerwohnhaus der Kernbau sowie die zur selben Zeit erbaute Turnhalle an der Hoppestraße 1–6 schließen sich durch die Formenelemente der Backsteingotik an. Das an der Giebelseite der Schule angefügte, niedrigere Rektorwohnhaus wirkt trotz der Intention, beide Bauteile durch eine ähnliche, gotisierende Formensprache als Ganzes erscheinen zu lassen, wie ein Annex und erscheint deshalb in der Massengliederung beider Gebäude unharmonisch. Im dreigeschossigen Erweiterungsbau liegt im Anschluss an die Turnhalle zur Hoppestraße die heutige Friedrich-von-Bodelschwingh-Sonderschule aus dem Jahre 1909, welche durch sorgfältige, maßstabsgerechte Gliederung etwa in der mit Blendbögen gestaffelten Giebelseite hervorsticht.
Der rote Ziegelbau, entworfen vom Gemeindebauinspektor Hans Krecke, zeigt nur noch eine symbolhafte, historisierende Architektursprache. Der Ziegelbau bildet zusammen mit den älteren Schulbauten einen kommunalen Baukomplex, welcher den Wunsch der Landgemeinde nach repräsentativer Selbstdarstellung durch seine großzügige Gestaltung zum Ausdruck bringt.

## Todesfall einer Schülerin 2019
In überregionale Schlagzeilen geriet die Schule durch den Tod einer 11-jährigen Schülerin. Spekuliert wurde, dass das Mädchen aufgrund von Mobbing einen Suizidversuch beging. Die Rektorin Daniela Walter wies diese Mobbing-Vorwürfe zurück. Eine Obduktion ergab keine Hinweise auf äußere Gewalteinwirkung. Nach Angaben der Eltern verstarb die Schülerin im Krankenhaus. Ihre Todesursache bleibt weiterhin unklar.